# Толмасов, Авраам Гавриэлович
Авраа́м (Абра́м, Авра́м, Авро́м) Гавриэ́лович Толма́сов (евт. Авраҳам Гавриэлович Толмасов / Avraham Gavrieloviç Tolmasov; 17 октября 1956 год, Самарканд, Узбекская ССР, СССР) — известный бухарско-еврейский певец и музыкант, один из основоположников музыкальной культуры бухарских евреев новейшего времени или так называемого постсоветского периода. Один из известных исполнителей шашмакома и классических песен бухарских евреев, таджиков и узбеков. Имеет голос драматического тенора. Так называемый «король» современной классической эстрады бухарских евреев. Награждён грамотами и наградами Всемирного конгресса бухарских евреев, Конгресса бухарских евреев США и Канады, Конгресса бухарских евреев России и стран Центральной Азии. Поёт на еврейско-таджикском, таджикском, персидском и узбекском языках.
Аврохом Толмасов родился в 1956 году в городе Самарканд, в семье бухарских (среднеазиатских) евреев. Музыкальное образование получил в Самарканде, у известных бухарско-еврейских исполнителей. Получил широкую известность в начале 1980-х годов. В 1989 году во время массовой репатриации бухарских евреев в Израиль, покинул СССР и поселился в Израиле. 1990-е годы стали пиком его творчества, Толмасов получил известность не только в среде бухарских евреев, но и среди таджиков и узбеков.
В 2002 году Аврохом Толмасов переехал на постоянное жительство в США, в нью-йоркское боро Куинс, где проживает основная часть диаспоры бухарских евреев США, численность которой составляет свыше 70 тысяч человек. Начало и середина 2000-х годов также стали одним из пиков творчества певца. Толмасов гастролирует концертами по Израилю, США, Канаде, Австралии, по странам Европейского союза, в Узбекистане. Певец очень популярен не только среди бухарских евреев, но и среди таджикоязычных и узбекоязычных людей. Продавал серии кассет и компакт-дисков с песнями, которые продавались не только в США и Израиле, но и в Узбекистане и Таджикистане.
Кроме родного еврейско-таджикского языка, владеет языком иврит, таджикским, персидским, узбекским, русским и английским языками.
Имеются различные варианты написания и произношения его имени. Данная путаница связана с ошибочными данными многих людей и изданий, которые называют его имя на своём диалекте или языке. Так, согласно официальному каналу исполнителя на «Ютюб», именем певца является Авраам. Наибольшую известность певец имеет под именем Авро́м, которое является укороченным вариантом имени Аврохом. Варианты Авра́м и Абра́м в основном распространены среди некоторых людей в Израиле и среди не ираноязычных людей.